# Hugo Guerra
Hugo Romeo Guerra Cabrera (Canelones, 18 de março de 1966 – 11 de maio de 2018) foi um futebolista e técnico de futebol uruguaio.
Ele desenvolveu a maior parte de sua carreira no futebol em equipes da Argentina e do Uruguai. Entre 1992 e 1993, ele jogou pela seleção nacional.
Ele é lembrado por ter marcado o primeiro gol na final da Copa Centenária. Ele também deu a vitória ao Boca Juniors sobre o River Plate com um gol marcado com o pescoço no último minuto do Superclásico jogado em Bombonera em 29 de setembro de 1996 pelo Torneio Apertura daquele ano. Ele teve oito aparições com a seleção de futebol do Uruguai, entre 1992 e 1993. Jogou na Copa América de 1993, no Equador. Sua estréia foi em um amistoso contra o Brasil (1-0) em 30 de abril de 1992 no Estádio Centenario, em Montevidéu, sob a direção técnica de Luis Cubilla.
Morreu aos 52 anos, em 11 de maio de 2018, depois de um ataque cardíaco em Arrecifes, onde morava. Até sua morte, foi diretor técnico do Clube de Esportes do Salto, na cidade de Salto, província de Buenos Aires.